# Julie
Julie es un sitcom estadounidense de 1992, dirigido por Blake Edwards, protagonizado por Julie Andrews. Fue trasmitido por la cadena de televisión ABC en el verano de 1992. Solo se transmitieron 6 episodios.

## Argumento
Julie Carlisle (Julie Andrews) es una exitosa presentadora de televisión, que se muda a la ciudad de Sioux City, Iowa con su familia, con la esperanza de poder encontrar un equilibrio entre su trabajo y su vida familiar.

## Otros créditos
- Fotografía: Dick Bush
- Música: Henry Mancini
- Sonido: Steven Ticknor

## Lista de episodios
- 01. Touch and go
- 02. A delicate balance
- 03. Monkey business
- 04. Happy face
- 05. Stop and smell the horses
- 06. The bed
- 07. Put up your dukes